# Kabrai
Kabrai är en ort i Indien.   Den ligger i distriktet Mahoba och delstaten Uttar Pradesh, i den centrala delen av landet, 500 km sydost om huvudstaden New Delhi. Kabrai ligger 166 meter över havet och antalet invånare är 24 771.
Terrängen runt Kabrai är platt. Runt Kabrai är det tätbefolkat, med 319 invånare per kvadratkilometer. Närmaste större samhälle är Mahoba, 17,6 km sydväst om Kabrai. Trakten runt Kabrai består till största delen av jordbruksmark.